# Wielersport op de Britse Gemenebestspelen 1970
Wielersport is een van de sporten die beoefend werden tijdens de Britse Gemenebestspelen 1970 in Edinburgh, Schotland. Er waren enkel wedstrijden georganiseerd voor mannelijke deelnemers; vijf op de baan en een wegwedstrijd van 164,4 kilometer. Voor het eerst was een tandemwedstijd onderdeel van deze Spelen op de baan. Australië werd winnaar van het medailleklassement met twee gouden, drie zilveren en een bronzen medaille.

## Uitslagen
| Discipline    | Goud                                | Zilver                             | Brons                            |
| Baan          | Baan                                | Baan                               | Baan                             |
| ------------- | ----------------------------------- | ---------------------------------- | -------------------------------- |
| Achtervolging | Ian Hallam                          | Danny Clark                        | Blair Stockwell                  |
| Scratch       | Jocelyn Lovell                      | Brian Temple                       | Vernon Stauble                   |
| Sprint        | John Nicholson                      | Gordon Johnson                     | Leslie King                      |
| Tandem        | Australië Gordon Johnson Ron Jonker | Canada Jocelyn Lovell Barry Harvey | Wales John Hatfield John Beswick |
| Tijdrit       | Harry Kent                          | Leslie King                        | Jocelyn Lovell                   |
| Weg           |                                     |                                    |                                  |
| Wegwedstrijd  | Bruce Biddle                        | Ray Bilney                         | John Trevorrow                   |

## Medaillespiegel
| Plaats | Land               | Goud | Zilver | Brons | Totaal |
| 1      | Australië          | 2    | 3      | 1     | 6      |
| 2      | Nieuw-Zeeland      | 2    | 0      | 1     | 3      |
| 3      | Canada             | 1    | 1      | 1     | 3      |
| 4      | Engeland           | 1    | 0      | 0     | 1      |
| 5      | Trinidad en Tobago | 0    | 1      | 2     | 3      |
| 6      | Schotland          | 0    | 1      | 0     | 1      |
| 7      | Wales              | 0    | 0      | 1     | 1      |
| Totaal | Totaal             | 6    | 6      | 6     | 18     |

1934 · 1938 · 1950 · 1954 · 1958 · 1962 · 1966 · 1970 · 1974 · 1978 · 1982 · 1986 · 1990 · 1994 · 1998 · 2002 · 2006 (baan - weg) · 2010 · 2014 · 2018 · 2022 · 2026
Atletiek · Badminton · Boksen · Bowls · Gewichtheffen · Schermen · Schoonspringen · Wielersport · Worstelen · Zwemmen